# Сатаренко Віталій Володимирович
Віта́лій Володи́мирович Сата́ренко (народився 23 березня 1974) — підполковник МВС України, перший комбат добровольчого батальйону «Київ-1».
Станом на осінь 2015 року служить інспектором полку особливого призначення «Миротворець» ГУ МВС України в Київській області.
В жовтні 2015 року на місцевих виборах намагався балотуватися депутатом у Київську міську раду бід партії БПП в 120 окрузі але не пройшов.
Станом на листопад 2016 року — командир ППСПОП «Київ» ГУНП в місті Києві.

## Нагороди
2 серпня 2014 року — за особисту мужність і героїзм, виявлені у захисті державного суверенітету та територіальної цілісності України, вірність військовій присязі під час російсько-української війни, відзначений — нагороджений орденом «За мужність» III ступеня.